# كريستيان سيشيل
كريستيان شيسيل (ولد في 27 أكتوبر 1958 ديني لي بان، قتل في 27 ديسمبر 1994 في تيزي وزو)، كاهن كاثوليكي وأب أبيض فرنسي، وواحد من 19 شهيدًا من الكنيسة الكاثوليكية قتلوا في الجزائر في الأعوام 1994 إلى 1996، أشهرهم رهبان رهبان تبحرين، وقد طوّب شهيدا مباركا للكنيسة يوم 08 ديسمبر 2018 .

## سيرة شخصية
حصل كريستيان شيسيل على شهادة في الهندسة من المعهد الوطني للعلوم التطبيقية بليون في عام 1981، ثم أمضى عامين تطوعيين في ساحل العاج للتدرب على المهام التبشيرية، ثم التحق بالآباء البيض عام 1985 وأعلن نذوره في روما عام 1991، مقسما على إنجيل مكتوب باللغة العربية يعود إلى الأب الأبيض لويس ريتشارد الذي قتل الصحراء الإفريقية عام 1881. رُسِمَ كاهنًا في28 يونيو 1992 .

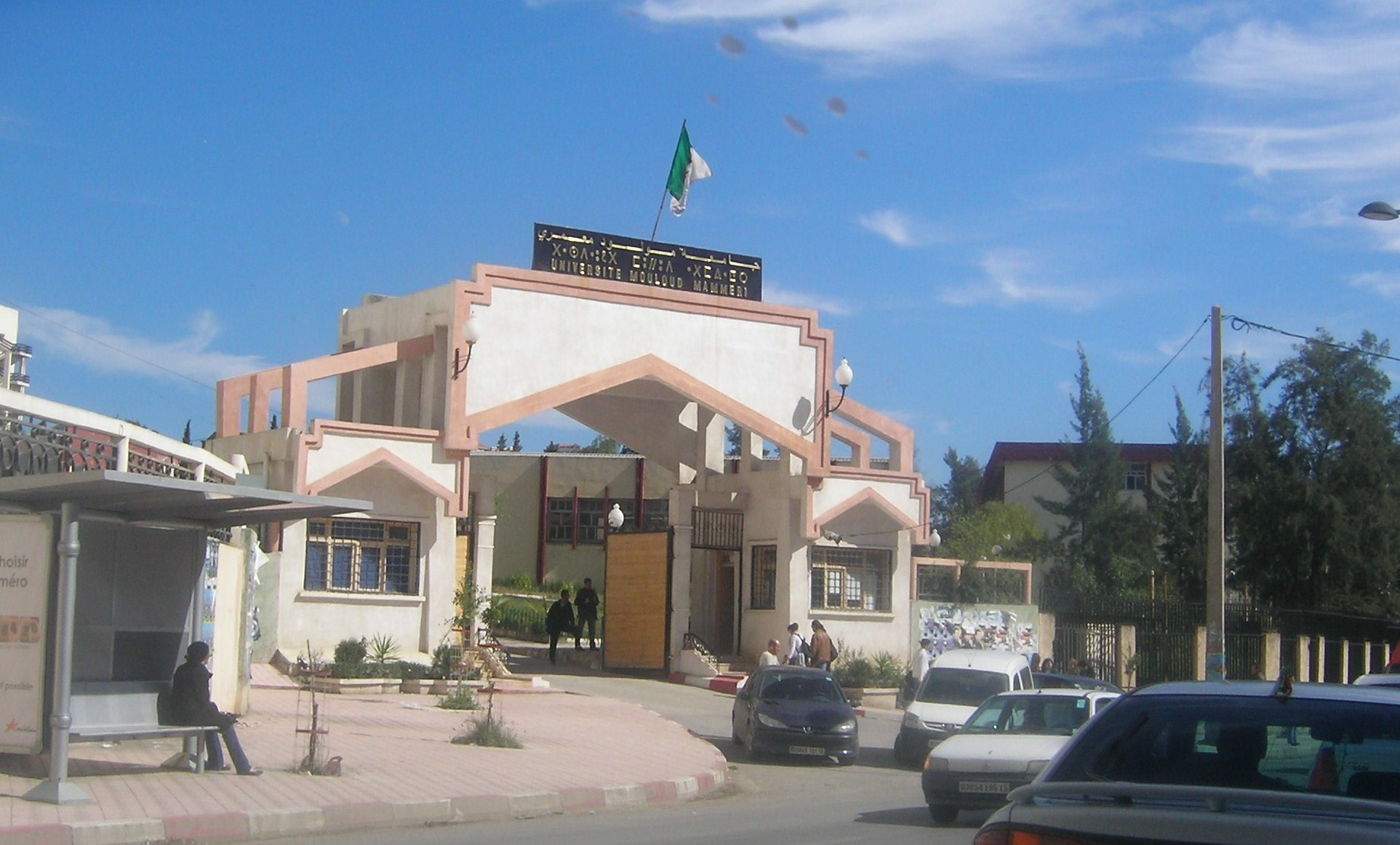
جامعة تيزي وزو

في تيزي وزو، انضم إلى الآباء البيض الثلاثة الآخرين في منطقته، آلان ديولانجارد (1919-1994)، وتشارلز ديكرز (1924-1994)، كاهن أبرشية كنيسة السيدة الإفريقية، وجان شيفيلارد (1925-1994) بعد أن غادر كاهن رابع المجتمع للانضمام إلى آخر ولقي خامسهم مصرعه في حادث مروري. كان شيسل أصغرهم سنا، وتابع دورات في جامعة تيزي وزو حول تقنية الجسور والطرق  حيث اكتسب عدة صداقات وشارك بنشاط في مشروع مكتبة جديدة لطلاب هذه المدينة المكتظة بالسكان. وكان أيضًا صديقًا لرهبان ترابيست بدير نوتردام أطلس، وصديقا أيضا لجميع رهبان تبحرين، وحضر اجتماعات مجموعة "رباط السلام" التي أسسها الأب كريستيان دو شيرغي، وقد زارها للمرة الأخيرة في نوفمبر 1994 .
مع اندلاع الحرب الأهلية الجزائرية في عام 1993 أصبح الأجانب في الجزائر مهددين بالقتل، وعلى الرغم من ذلك ظل الرهبان في المكان. وقد أثارت عملية القوات الفرنسية الخاصة لتحرير رهائن طائرة الخطوط الجوية الفرنسية المخطوفة التي خطفها أربعة عناصر تابعون للجماعة الإسلامية المسلحة سلسلة من العمليات الانتقامية في الجزائر، قُتل في واحدة منها الآباء البيض الأربعة ببنادق رشاشة في فناء منزلهم في ظهر يوم 27 ديسمبر 1994.
أقام الجناز المطران هنري تيسي الذي حضر بعد أيام قليلة من وفاتهم، كما حضر التأبين الأب دو شيرغي الذي قتل بدوره بعد خمسة عشر شهرًا في الهجوم على رهبان تبحرين .
دفن الأب شيسيل في سرداب العائلة في فيلبوا. افتتحت مسيرة التطويب في أبرشية الجزائر عام 2007، على يد الأب الدومينيكاني ب. موت، وقد قبل الطلب في عام 2018، وبناء علي أعلن كريستيان شيسيل مباركًا في وهران 8 ديسمبر 2018 ، في عيد الحبل بلا دنس.

## مذكرات ومراجع
1. ↑  جي الكاثوليكي | Christian Chessel، QID:Q25932135
2. ↑  Missionnaires d'Afrique نسخة محفوظة 2021-01-27 على موقع واي باك مشين.
3. ↑  Missionnaires d'Afrique نسخة محفوظة 2021-11-26 على موقع واي باك مشين.
4. ↑  « La paix est passée par Tizi Ouzou » Article publié le 9 janvier 2005 dans صحيفة لاكروا [الإنجليزية] نسخة محفوظة 2016-03-04 على موقع واي باك مشين.
5. ↑  « Dix-neuf religieux assassinés en deux ans » Article publié le 3 septembre 2010 dans صحيفة لاكروا [الإنجليزية] نسخة محفوظة 2018-06-27 على موقع واي باك مشين.
6. ↑  « Avant Tibéhirine, les pères de Tizi Ouzou » Article de Pascal Ceaux et Jean-Marie Pontaut publié le 12 octobre 2010 dans ليكسبريس نسخة محفوظة 2022-01-14 على موقع واي باك مشين.